# Джанні Стенснесс
Джанні Стенснесс (англ. Gianni Stensness, нар. 7 лютого 1999) — новозеландський футболіст, півзахисник клубу «Веллінгтон Фенікс».

## Клубна кар'єра
Народився 7 лютого 1999 року. Вихованець футбольної школи клубу «Сентрал-Кост Марінерс».
З 2018 року став виступати за резервну команду «Веллінгтон Фенікс» у чемпіонаті Нової Зеландії, а з 2019 року став виступати за першу команду «Веллінгтон Фенікс» у чемпіонаті Австралії. Станом на 31 травня 2019 року відіграв за команду з Веллінгтона 4 матчі в національному чемпіонаті.

## Виступи за збірну
У складі молодіжної збірної Нової Зеландії поїхав з командою на молодіжний чемпіонат світу 2019 року у Польщі. На «мундіалі» відзначився голом у грі проти Норвегії (2:0).